# Шурка обирає море
«Шурка обирає море» (рос. «Шурка выбирает море») — український радянський художній фільм 1963 року режисера Якова Хромченка.

## Сюжет
Шурка, молодого матроса, йде у перший рейс. Він повний дитячих ілюзій і помилкових романтичних уявлень про море і життя моряків, про далекі рейси і великі кораблі...

## У ролях
- Сергій Никоненко — Шурка
- Ніна Іванова — Надя
- Олександр Беніамінов — капітан
- Володимир Гуляєв — Льонька
- Віктор Уральський — Сашко
- Вадим Захарченко — Горбоносий
- В. Панафідін — Рома
- Костянтин Леонович — боцман
- В епзодах: Олександр Гедінський, Лариса Гордейчик, В. Лобко, Броніслава Михалевич (в титрах — С. Михайлевич), А. Сошинський

## Творча група
- Автор сценарію: Юлія Дубровкіна
- Режисер-постановник: Яків Хромченко
- Оператор-постановник: Федір Сильченко
- Художники-постановники: Олександра Конардова, Олег Передерій
- Режисер: І. Скиба
- Композитор: Дживані Михайлов
- Пісня Булата Окуджави
- В фільмі використано музику Шарля Гуно
- Звукооператор: Володимир Фролков
- Режисер монтажу: Ольга Харькова
- Художники по гриму: З. Губіна, Н. Денисюк
- Оркестр Одеської державної філармонії, диригент — В. Єсипов
- Редактори: Євгенія Рудих, Анатолій Черченко
- Директор картини: Серафима Беніова